# Re Umberto (cuirassé)
Le Re Umberto  était un navire cuirassé de la classe Re Umberto construit pour la Marine royale italienne (Regia Marina) dans les années 1880, le premier navire (navire de tête) de sa classe. La pose de la quille a été réalisée en juillet 1884 et lancé en octobre 1888; les travaux ont progressé si lentement qu'il n'a été terminé qu'en février 1893. Il était armé d'une batterie principale de quatre canons de 343 mm (13,5 pouces) et avait une vitesse maximale de 20,3 nœuds (37,6 km/h), bien que cette vitesse élevée ait été obtenue au détriment de la protection du blindage.
Le Re Umberto a rempli diverses fonctions au cours de sa carrière, notamment des manœuvres de flotte à grande échelle et des missions diplomatiques en Europe. Il a connu une action limitée pendant la guerre italo-turque en 1911-1912, escortant des convois et bombardant les troupes ottomanes en Afrique du Nord. À la fin de l'année, il est retiré du service de première ligne. Désarmé avant la Première Guerre mondiale, il a été utilisé pendant la guerre comme navire de dépôt, puis comme batterie flottante. En 1918, son armement a été remplacé par un certain nombre de canons de 76 mm (3 pouces) et de mortiers de tranchée dans le cadre de son rôle de navire de tête dans l'assaut italien prévu contre la principale base navale austro-hongroise de Pola. La guerre s'est terminée avant que les Italiens n'aient pu mener l'attaque et le navire a été de nouveau retiré du service en 1920.

## Conception et description

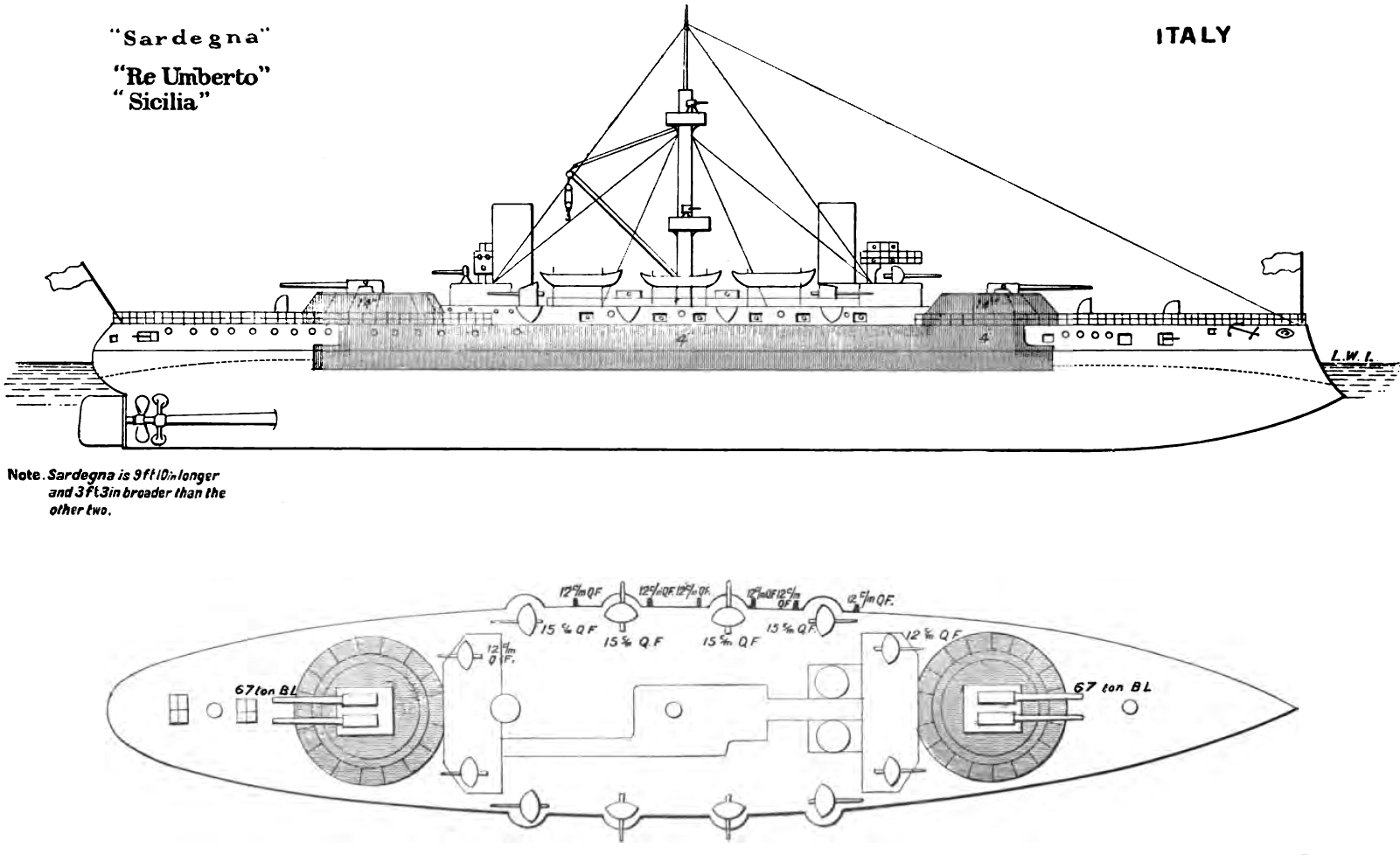
Plan et dessin de profil de la classe "Re Umberto".

Le Re Umberto avait une longueur totale (LHT) de 127,6 mètres, une largeur de 23,44 m et un tirant d'eau moyen de 9,29 m. Il déplaçait 13 673 tonnes longues (13 892 tonnes) en charge normal et jusqu'à 15 454 tonnes longues (15 702 tonnes) à pleine charge. Le navire avait une proue inversée avec un éperon sous la ligne de flottaison. Il était équipé d'un seul mât militaire situé au milieu du navire, qui comportait des plateaux de combat pour certains des canons légers. La superstructure du navire comprenait un poste de commandement à l'avant et un poste de commandement secondaire à l'arrière. L'équipage était composé de 733 officiers et hommes.
Son système de propulsion consistait en une paire de moteurs à vapeur verticaux combinée (compound), chacun entraînant une hélice unique, la vapeur étant fournie par dix-huit chaudières cylindriques à tubes de fumée alimentées au charbon. Les chaudières étaient évacuées par trois cheminées, deux placées côte à côte juste à l'arrière du poste de pilotage et la troisième beaucoup plus à l'arrière. Ses moteurs produisaient une vitesse de pointe de 18,5 nœuds (34,3 km/h) à 19 500 chevaux-vapeur indiqués (14 500 kW). Les chiffres précis de son rayon d'action n'ont pas été conservés, mais les navires de sa classe pouvaient parcourir de 4 000 à 6 000 milles nautiques (7 400 à 11 100 km) à une vitesse de 10 nœuds (19 km/h).
Le Re Umberto était armé d'une batterie principale de quatre canons de 343 mm (13,5 pouces) de calibre 30, montés dans deux tourelles jumelées, une à chaque extrémité du navire. Il portait une batterie secondaire de huit canons de 152 mm (6 pouces) de calibre 40 placés séparément dans des supports blindés au sommet du pont supérieur, avec quatre canons sur chaque flanc. La défense à courte portée contre les torpilleurs était assurée par une batterie de seize canons de 120 mm (4,7 pouces) dans des casemates sur le pont supérieur, huit sur chaque bord. Ces canons étaient appuyés par seize canons de 57 mm (2,2 pouces) de calibre 43 et dix canons de 37 mm (1,5 pouces). Comme il était d'usage pour les navires capitaux (Capital ship) de l'époque, il transportait cinq tubes lance-torpilles de 450 mm (17,7 pouces) dans des lanceurs au-dessus de l'eau.
Le navire était légèrement blindé pour sa taille. Il était protégé par un blindage de ceinture de 102 mm d'épaisseur; la ceinture était assez étroite et ne couvrait que la partie centrale de la coque, de l'avant au canon principal de la batterie arrière. Le pont est blindé sur 76 mm d'épaisseur et le poste de commandement est blindé sur 300 mm de plaques d'acier. Les tourelles avaient des faces de 102 mm d'épaisseur et les barbettes de soutien avaient de l'acier de 349 mm d'épaisseur.

## Histoire de service
Le Re Umberto a été nommé en l'honneur du roi italien Umberto Ier d'Italie. Le Re Umberto a été construit par le chantier naval de Castellammare à Castellammare di Stabia, Naples. Sa quille a été posée le 10 juillet 1884. Après plus de quatre ans de construction, il a été lancé le 17 octobre 1888. Après des essais en mer, le cuirassé a été officiellement mis en service dans la Regia Marina le 16 février 1893.
À l'époque où le Re Umberto a été mis en service dans la Regia Marina, la marine maintenait deux escadrons de cuirassés: l'escadron actif et l'escadron de réserve. Les navires alternaient entre les deux en février de chaque année; en 1895, le Re Umberto a été affecté à l'escadron de réserve, avec les cuirassés plus anciens Ruggiero di Lauria, Italia et Lepanto. En juin 1895, le canal Kaiser Wilhelm en Allemagne a été achevé; pour fêter cela, des dizaines de navires de guerre de quatorze pays différents se sont rassemblés à Kiel pour une célébration organisée par le Kaiser Wilhelm II. Le Re Umberto était l'un des quatre cuirassés de la flottille qui représentait l'Italie. En juillet 1895, le cuirassé s'est rendu à Portsmouth, en Angleterre, où il a jeté l'ancre à Spithead, en compagnie de l'amirauté anglaise, le mercredi 10 juillet, avant de partir à la rencontre de l'escadre italienne à bord du yacht à vapeur Enchantress. Les officiers de la marine italienne ont ensuite été invités à une garden-party et, le soir, à un banquet suivi d'un grand bal. Le 20 juillet, une centaine d'officiers italiens accompagnés du duc de Gênes et des amiraux Accini et Grandville inspectent l'arsenal. Le 22 juillet, une revue navale a eu lieu avec une exposition de torpilleurs et de destroyers torpilleurs à laquelle ont assisté, entre autres, 150 membres des deux chambres de Westminster ainsi que les membres de navigateurs. Le prince de Galles anglais a visité le Re Umberto et a déjeuné avec le duc de Gênes à bord du yacht du duc Savoia, suivi d'un banquet à la mairie de Portsmouth. Le 23, le prince anglais organise un banquet sur le Savoia et le Re Umberto organise un bal à bord le lendemain soir.

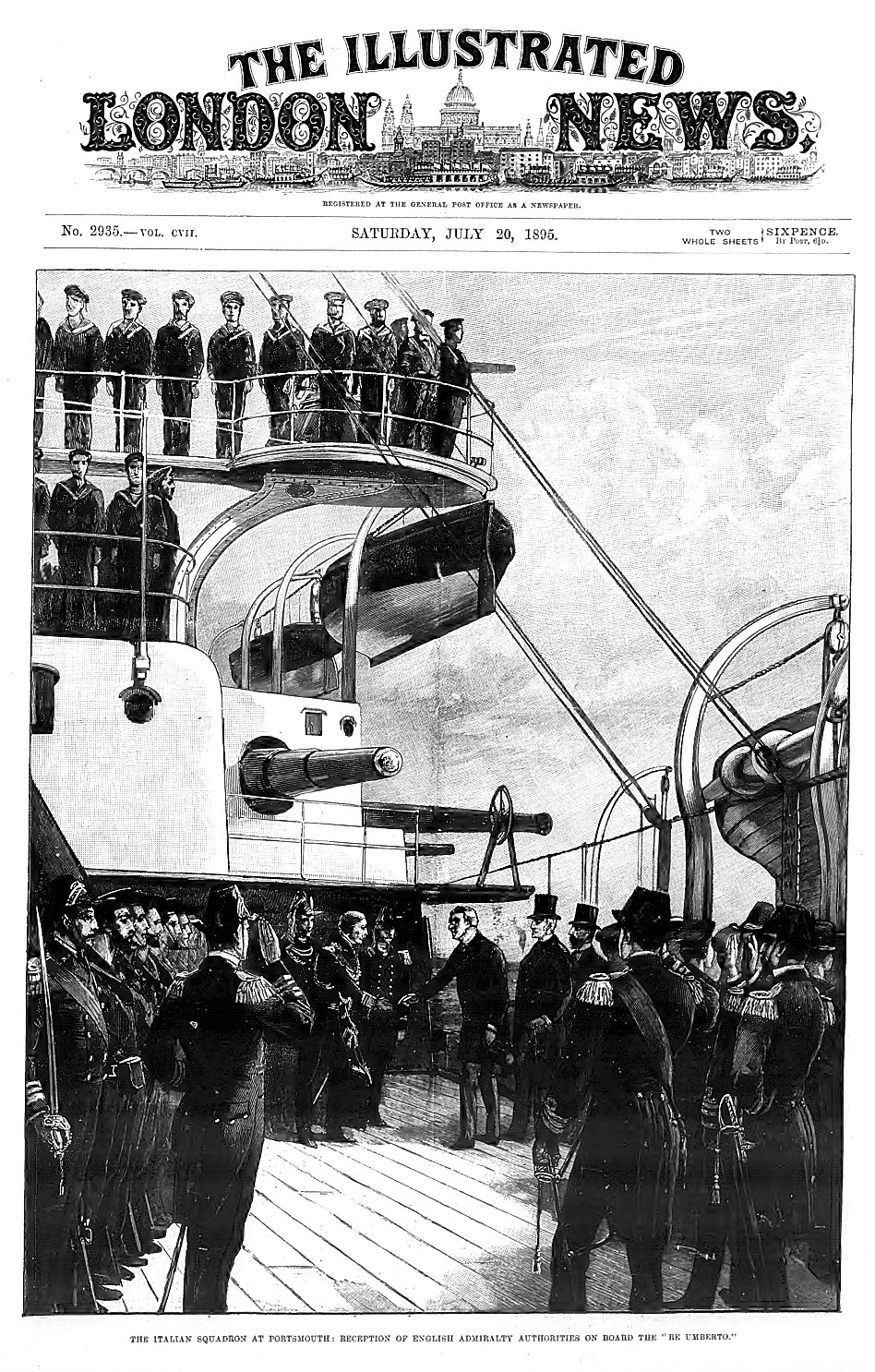
Le Re Umberto visite Portsmouth en juillet 1895

Les trois navires de la classe participent aux manœuvres navales de 1896 dans la mer Tyrrhénienne. En février 1897, le Re Umberto est déployé en Crète pour servir dans l'Escadron international, une force multinationale composée de navires de la Marine austro-hongroise, de la Marine française, de la Marine impériale allemande, de la Regia Marina, de la Marine impériale russe et de la Royal Navy britannique qui intervient dans le soulèvement grec de 1897-1898 en Crète contre la domination de l'Empire ottoman. Il est arrivé au sein d'une division italienne qui comprenait également son navire-jumeau (sister ship), le Sicilia (navire amiral du commandant de la division, le vice-amiral Felice Napoleone Canevaro), le croiseur protégé Vesuvio et le croiseur torpilleur Euridice.
En 1903, l'escadron actif est en service pendant sept mois, le reste de l'année étant passé en équipage réduit. En 1904-1905, le Re Umberto et ses navires-jumeaux sont en service avec l'escadron actif, qui est maintenu en service pendant neuf mois de l'année, avec trois mois en commission réduite. L'année suivante, les navires sont transférés à l'escadre de réserve, avec les trois "Ruggiero di Laurias" et le cuirassé Enrico Dandolo, trois croiseurs et seize torpilleurs. Cette escadre n'entre en service actif que deux mois par an pour des manœuvres d'entraînement, et le reste de l'année est passé avec des équipages réduits. Le Re Umberto est toujours dans l'escadre de réserve en 1908, avec ses deux navires-jumeaux et les deux cuirassés de classe Ammiraglio di Saint Bon. À cette époque, l'escadron de réserve était maintenu en service pendant sept mois de l'année.

### Guerre Italo-turque

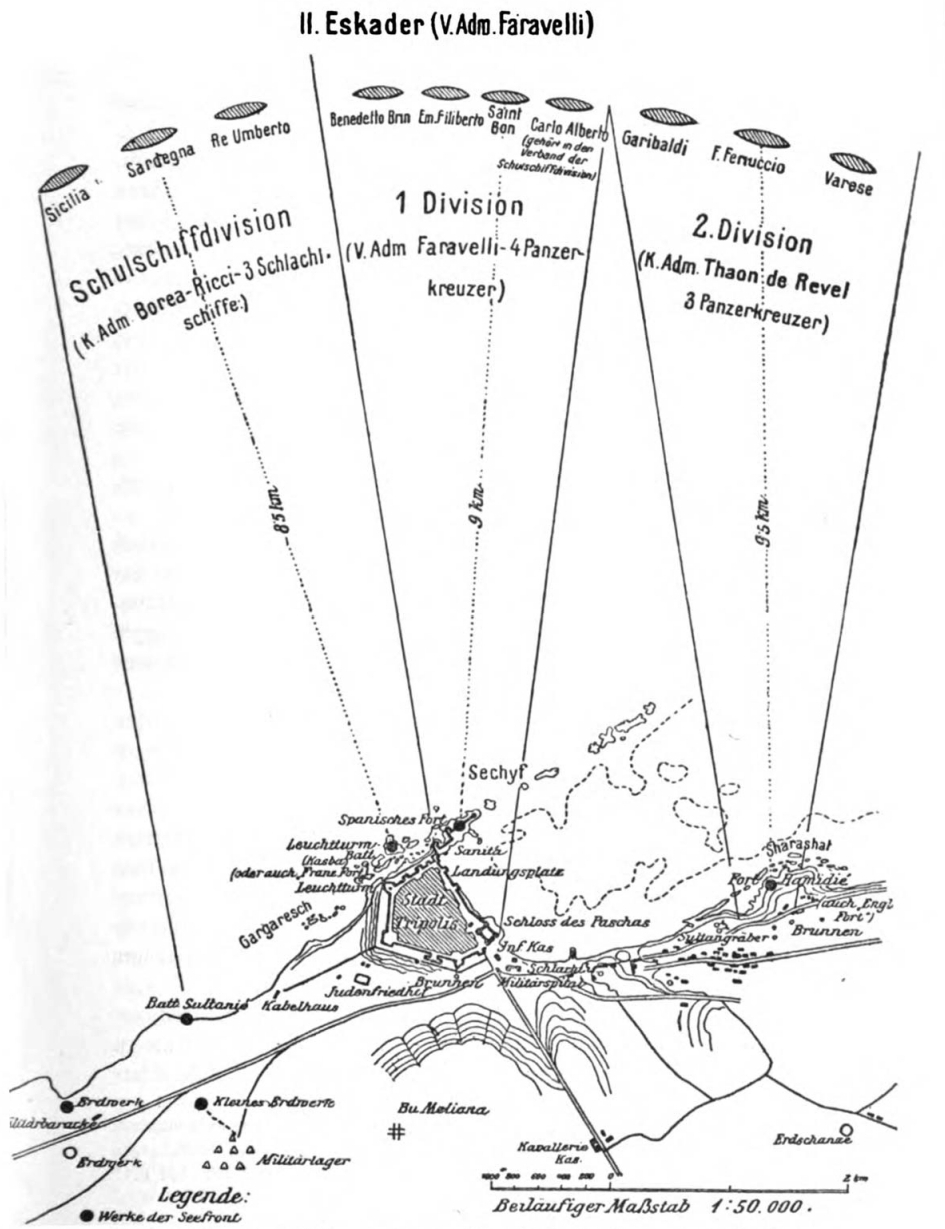
Carte montrant le bombardement de Tripoli

Le 29 septembre 1911, le royaume d'Italie déclare la guerre à l'Empire ottoman afin de s'emparer de la Libye. À l'époque, le Re Umberto et ses deux navires-jumeaux sont affectés à la Division d'instruction, avec le vieux croiseur blindé Carlo Alberto, sous le commandement du contre-amiral Raffaele Borea Ricci D'Olmo. Les 3 et 4 octobre, le Re Umberto et ses navires-jumeaux sont chargés de bombarder le Fort Sultanje, qui protège l'approche occidentale de Tripoli. Les navires ont utilisé leurs canons de 6 pouces pour attaquer le fort afin de préserver leur stock d'obus de 13,5 pouces. Au matin du 4, les tirs des navires avaient réduit au silence les canons du fort, permettant aux forces de débarquement de descendre à terre et de prendre la ville. Les navires de la division d'instruction ont ensuite alterné entre Tripoli et Khoms pour soutenir les garnisons italiennes dans les deux villes. En novembre, le Re Umberto, le Sicilia, le croiseur torpilleur Partenope, le destroyer Fulmine et le torpilleur Cassiopea bombardent l'oasis de Taguira, mais aucune force turque n'est présente. Les Italiens ont alors envoyé une garnison pour protéger l'oasis.
En décembre, les trois navires sont stationnés à Tripoli, où ils sont remplacés par les vieux cuirassés Italia et Lepanto. Le Re Umberto et ses navires-jumeaux sont retournés à La Spezia, où ils ont été réapprovisionnés en munitions et en fournitures. En mai 1912, la division d'instruction a patrouillé la côte, mais n'a pas vu d'action. Le mois suivant, le Re Umberto et ses navires-jumeaux, ainsi que six torpilleurs, ont escorté un convoi transportant une brigade d'infanterie à Buscheifa, l'un des derniers ports de Libye encore sous contrôle ottoman. La force italienne est arrivée au large de la ville le 14 juin et a effectué un débarquement; après avoir pris la ville, les forces italiennes se sont ensuite dirigées vers Misrata. Le Re Umberto et le reste des navires ont continué à soutenir l'avancée jusqu'à ce que les Italiens aient sécurisé la ville le 20 juillet. La division d'entrainement est ensuite retournée en Italie, où elle a rejoint l'escorte d'un autre convoi le 3 août, cette fois à destination de Zouara, le dernier port aux mains des Ottomans. Les navires ont couvert le débarquement à 4 km à l'est de Zouara deux jours plus tard, qui a été rejoint par des attaques de soutien de l'ouest et du sud. Avec la prise de la ville, l'Italie contrôlait désormais toute la côte libyenne. Le 14 octobre, les Ottomans ont accepté de signer un traité de paix pour mettre fin à la guerre.

### Carrière ultérieure
Le Re Umberto est désarmé à Gênes en 1912 et devient un navire de dépôt. Remorqué à La Spezia en juin 1915, après avoir été rayé de la liste des navires le 10 mai 1914, il devient un navire de dépôt pour le cuirassé Andrea Doria. Il est réintégré le 9 décembre 1915 et devient une batterie flottante à Brindisi et, plus tard, à Vlora, en Albanie. En 1918, le Re Umberto a été chargé de mener l'assaut prévu sur la principale base navale austro-hongroise de Pola et modifié pour ce rôle par le retrait de son armement et l'ajout de huit canons de 3 pouces avec des boucliers de canon ainsi qu'un certain nombre de mortiers de tranchée. Une scie spéciale et des coupeurs ont également été installés pour s'occuper de l'estacade du port et des défenses du filet. La guerre s'est terminée avant que les Italiens n'aient pu effectuer l'attaque et il a été de nouveau retiré du service le 4 juillet 1920.

## Sources
- (en) Cet article est partiellement ou en totalité issu de l’article de Wikipédia en anglais intitulé « Italian ironclad Re Umberto » (voir la liste des auteurs).